# Tā moko

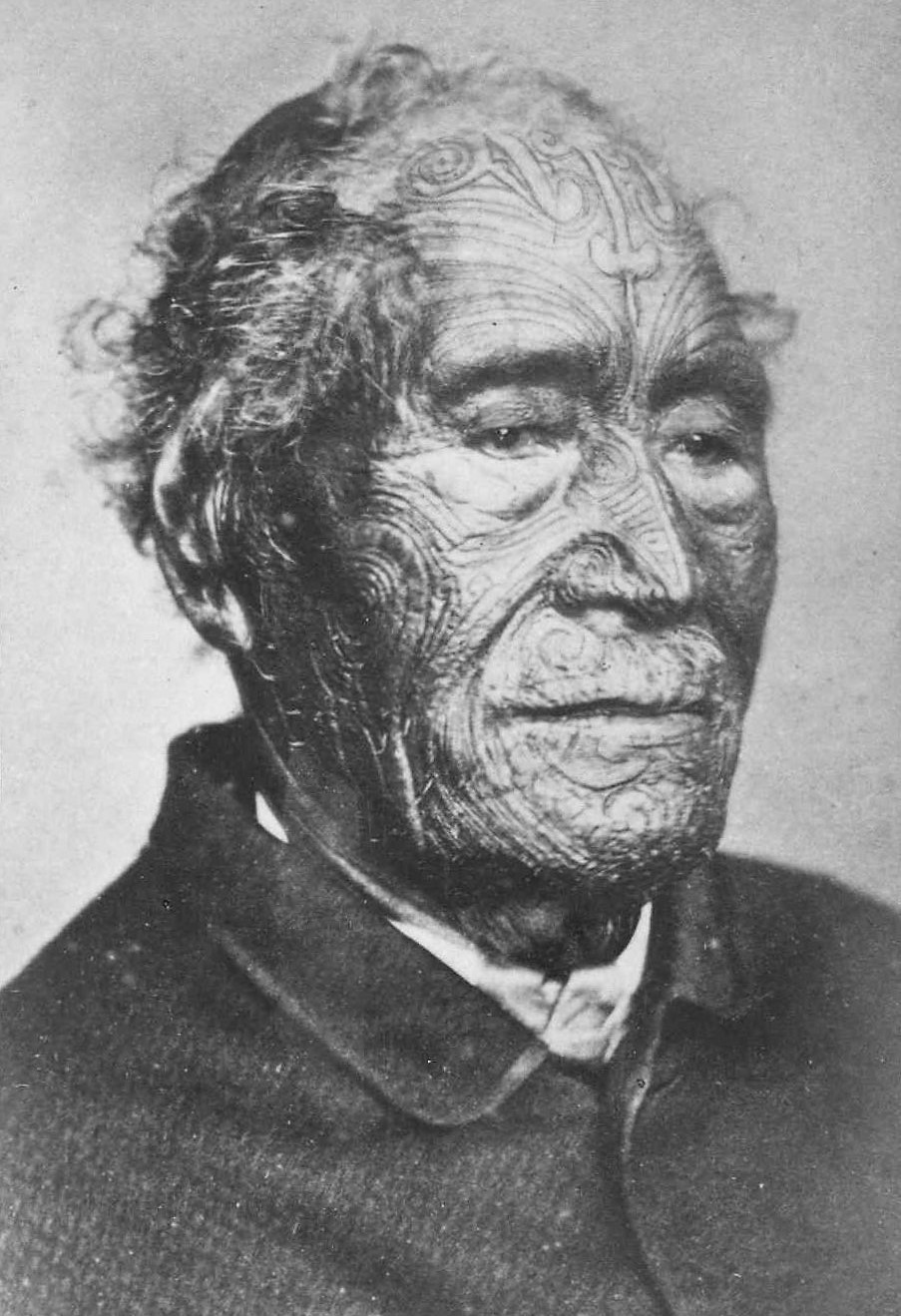
Tāmati Wāka Nene, ca. 1870

Tā moko is een permanente versiering van het lichaam en het gezicht van de Maori, de oorspronkelijke inwoners van Nieuw-Zeeland. Deze versiering onderscheidt zichzelf van gewone tatoeages, doordat de tekening niet door kleine vele puntjes en steken in de huid gezet wordt, maar door middel van schaven en krassen aangebracht wordt. De huid van de moko is daarom niet glad meer, maar kent groeven.
Deze traditie werd door de Maori vanuit Hawaiki meegebracht tijdens hun overtocht naar Nieuw-Zeeland en de methodes en vormen vertonen dan ook veel overeenkomsten met die in bepaalde delen van Polynesië.

## Betekenis
Voordat de Europeanen naar Nieuw-Zeeland kwamen, droegen vele, zo niet alle hoogaangeschreven Maori's moko's. Maori's die geen moko droegen, werden als mensen van een lage sociale status beschouwd. Het ontvangen van een moko staat voor een belangrijke grens, zoals de overgang van kind naar volwassene en werd begeleid door vele rituelen. In de moko zit een code verwerkt, waaraan men de afkomst en rang van de drager herkennen kan.
Een persoon die een moko droeg, werd destijds ook gezien als aantrekkelijk. Mannen droegen de moko meestal in het gezicht, op hun billen (raperape genoemd) en op hun dijen (puhoro genoemd). Vrouwen droegen de moko meestal op hun lippen (kauae genoemd) en kin.
Ook op andere gedeelten van het lichaam werd de moko gedragen, zoals op het voorhoofd, billen, dijen, de nek en rug bij vrouwen en de rug, buik en kuiten bij mannen.

## Instrumenten
Oorspronkelijk gebruikten de Tohunga-ta-moko (de tatoeëerders, meestal mannen) verschillende soorten beitels, gemaakt van de botten van de albatros, voorzien van een handgreep. De pigmenten die voor het lichaam gebruikt werden, werden gewonnen uit de awheto (een soort parasitaire schimmel): de donkere kleuren voor het gezicht uit Ngaheru, verkoold hout. De kleurpigmenten werden bewaard in een versierde kist, oko genoemd en van generatie op generatie doorgegeven.

## De Tā moko in het heden
Sinds 1990 is er een opleving in het gebruik van de moko, zowel bij mannen als bij vrouwen. Het wordt gezien als een teken van identiteit en gaat samen met de opleving in het gebruik en de interesse voor de originele taal (ook Maori genoemd) en cultuur van de Maori's. Wel wordt de oude techniek van het krassen (bijna) niet meer gebruikt, maar tatoeëert men de moko's tegenwoordig. Voor toeristische doeleinden worden sommige moko's soms slechts op de huid geschilderd.